# 德先茨基兴
德先茨基兴是奥地利施蒂利亚州哈特贝格县的一个市镇。总面积23.95平方公里，总人口1687人，人口密度70.4人/平方公里（2005年）。